# Cyrtandra smithiana
Cyrtandra smithiana är en tvåhjärtbladig växtart som beskrevs av Brian Laurence Burtt. Cyrtandra smithiana ingår i släktet Cyrtandra och familjen Gesneriaceae. Inga underarter finns listade i Catalogue of Life.